# Freio a vácuo
Freio a vácuo ou servofreio ou freio hidrovácuo é um tipo de freio automotivo em que a força de frenagem aplicada no pedal de freio é potencializada por um sistema que utiliza vácuo para diminuir o esforço físico do operador. Um cilindro de vácuo é usado para aumentar a força aplicada no pedal para acionar a válvula de freio ou  cilindro mestre (freio). O vácuo pode ser suprido pelo próprio motor do veículo ou por uma bomba de vácuo acionada por um motor elétrico.

## Operação de um freio a vácuo
Nos freios convencionais mecânicos (sem o servofreio), o pedal de freio (1) aciona diretamente o pistão da válvula (2) do cilindro mestre (3). Esse movimento libera o fluido de freio do reservatório (4) para a válvula e a força exercida no pedal gera a pressão no fluido que é enviado para os cilindros de freio das rodas pelas saídas (5). Neste caso, a força de frenagem é proporcional à força física com que o pedal é pressionado.

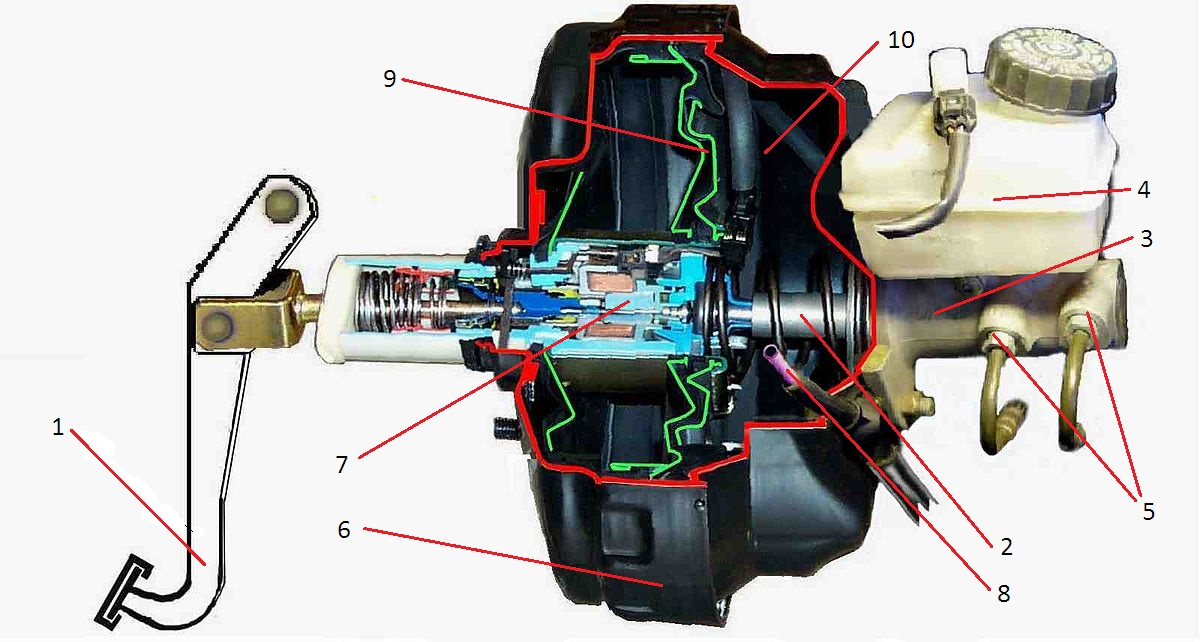
Freio a vácuo

Nos sistemas de freio equipados com o freio a vácuo, há um dispositivo intermediário, o cilindro de vácuo (6), cuja câmara (10) é submetida a um vácuo, através do tubo (8). Nos veículos automotores com motor de combustão interna, a forma mais comum de se obter o vácuo é derivando uma saída do próprio sistema de admissão do motor. No entanto, pode-se também ter um gerador de vácuo independente, com uma bomba de vácuo acionada por um motor elétrico. Ao se pressionar o pedal de freio, não só se aciona o pistão do cilindro mestre, mas também a válvula (7), que libera o pistão (9) para ser "puxado" pelo vácuo existente na câmara (10), auxiliando assim a acionar o pistão (2) e diminuindo o esforço físico do operador para acionar o pedal. Na verdade, o que ocorre fisicamente é que o pistão é "empurrado" pela pressão atmosférica, pois a válvula ao ser acionada, faz a comunicação da câmara oposta à câmara de vácuo com o meio externo. Uma válvula de retenção (check valve), montada na câmara (10), retém o vácuo no sistema. Isso permite que se tenha um suprimento reserva para alguns acionamentos do freio, mesmo depois que o gerador de vácuo é desligado (por exemplo, quando se desliga o motor do veículo).